# Rodoviária Internacional de Boa Vista
O Terminal Rodoviário Internacional de Boa Vista - José Amador de Oliveira-Baton  é um terminal rodoviário localizado na cidade de Boa Vista, no Brasil. O terminal está situado a pouco mais de 1 km da orla do Rio Branco e a pouco mais de 2 km do Centro de Boa Vista e faz o atendimento das linhas de ônibus para Manaus, além de rotas intermunicipais para Roraima e também para a Venezuela. Trata-se da principal rodoviária do estado em estrutura e fluxo.  
O nome José Amador de Oliveira-Baton foi dado em homenagem ao seu antigo administrador (1982 a 1988) José Amador de Oliveira (20/03/1925-02/06/1999), que recebeu o apelido carinhoso de Batom, dado por seus colegas de trabalho.  
Até o ano de 2023 era administrada pela Secretaria de Infraestrutura do Estado de Roraima. Em 01 de abril de 2024, através de licitação pública realizada no governo de Antonio Denarium, passou a ser administrada pela empresa Sinart - Sociedade Nacional de Apoio Rodoviário e Turístico Ltda vencedora do processo licitatório, tendo como primeiro administrador na iniciativa privada o Sr. Antonio Gabriel S. da Silva.

## Características
A Rodoviária liga a cidade a outras do interior de Roraima, ao Amazonas, à Guiana e à Venezuela. Atuam no trecho as empresas Amatur, Asatur, Capital do Café (antiga Eucatur), Caburaí e Basílio & Basílio, Capital, ABC, Adematur, Serratur, etc. As cidades mais procuradas são Rorainópolis, Pacaraima, Caracaraí, Bonfim, Normandia, Mucajaí, Iracema e Alto Alegre. Nas rotas interestaduais as cidades mais procuradas são Manaus e Presidente Figueiredo.

### Estruturas
A rodoviária possui em sua estrutura: 
- Guichê
- Ponto de táxi
- Ponto de ônibus
- Lanchonetes
- Sanitários
- Agências de viagens
- Aluguel de veículos
- Caixa eletrônico
- Lojas de variedades
- Loja de conveniências
- Empresas transportadoras de carga
- Guarda-volumes
- Achados e perdidos
- Área Comercial